# Белл, Джулия
Джулия Белл (род. 21 октября 1958) — американская художница-иллюстратор, работающая преимущественно в жанре героического фэнтези. Писала картины для Nike, Coca-Cola, Ford, Marvel Comics, журнала «Heavy Metal» и других заказчиков. Трёхкратная лауреатка Премии Чесли, вручаемой американской Ассоциацией художников научной фантастики и фэнтези (ASFA). Согласно сайту Artchive, творчество Белл «сыграло огромную роль в популяризации фэнтези, ранее относимому к несерьёзным жанрам живописи». Замужем за художником и соавтором Борисом Вальехо.
В 1996 году вышел русскоязычный альбом её картин — «Крутые изгибы: Живописные фантазии Джулии Белл».